# Гномы
Гномы (вероятно от лат. gēnomos[уточнить] — «подземный житель», или от др.-греч. Γνώση[уточнить] — знание) — карлики из западноевропейского, в первую очередь германо-скандинавского фольклора, частые герои сказок и легенд, персонажи низшей мифологии народов Европы. Согласно сказаниям, они живут под землёй, носят бороды и славятся богатством и мастерством.
Гномы, наряду с эльфами, гоблинами и троллями, являются популярными героями литературного жанра фэнтези и ролевых игр.

## Название в разных языках
Известны в разных языках под названиями «дверг» (др.-сканд. dvergr, мн.ч. dvergar), «цверг» (нем. zwerge), «дворф» (англ. dwarfs), «краснолюд» (пол. krasnolud), «трепясток» (чеш. trpaslík, церк.-слав. трьпѧстъкъ), а также, в древности, «нибелунги» и «нижние альвы», кобольды.
Слово gnomus (вероятно, от греч. Γνώση — «знание») в значении «подземный житель», популяризовал алхимик Парацельс в XVI веке. Это название также встречается во многих ренессансных текстах по мифологии, а также в сочинениях английского писателя Александра Поупа.
Слово «гном», общепринятое в современном русском языке, в языках германской семьи менее употребимо. В английском языке gnomus или gnome обозначает только элементалей Земли и садовых гномов — декоративные скульптуры. Сегодня в Европе этот термин редко употребляется как аналог русского значения.
Немцы называют этих существ «цвергами» (zwerg), англичане — «дворфами» (dwarf) — оба эти слова также переводят как «карлик». В языках романской семьи ни «цверг», ни «гном» не прижились: во французском языке гномов называют nain, в Италии — nano, оба слова также означают «карлик» и происходят от греч. νᾶνος — «крошечный».
В других европейских языках есть свои слова, не связанные ни с одним из этих корней — пол. krasnolud, фин. kääpiö, чеш. trpaslík, и др. В начале XIX века, наряду с «гномом», в русской литературе часто встречался вариант «карла».

## Дверги вЭддах
Одним из основных прототипов гномов являются дверги или цверги (карлики) из германо-скандинавской мифологии. Карлики были созданы богами из червей, живших в мясе великана Имира. Они невелики ростом и темны лицом, живут в Свартальвхейме. Под действием солнечных лучей дверги превращаются в камень. Когда назойливый карлик Альвис дерзнул свататься к дочери Тора, Труд, хитрый ас начал испытывать его мудрость и протянул время до утра, когда солнце убило наглеца. (Этот мотив был спародирован Джоном Толкином в повести «Хоббит», где, напротив, гномы так спасаются от троллей, а также Полом Андерсоном в «Трех сердцах и трех львах», где рыцарь затягивает состязание в загадках до восхода солнца, при котором его соперник-великан окаменевает от первых же лучей. И впоследствии стал достаточно часто использоваться в фэнтези.)
Дверги славны как великие кузнецы, создающие оружие и волшебные вещи для богов. Они выковали некоторые из величайших и мощнейших предметов, таких как цепь Глейпнир, которая удерживает Фенрира, молот Тора Мьёльнир, корабль Скидбладнир, копье Одина Гунгнир, кольцо Драупнир, волосы для богини Сиф. Локи соперничал с карликами, мешая им создавать чудесные вещи, так как заключил пари на свою голову, что гномы не смогут выполнить заказ.
В «прорицании Вёльвы» есть перечисление:
| 10 Мотсогнир старшим из племени карликов назван тогда был, а Дурин — вторым; карлики много из глины слепили подобий людских, как Дурин велел. 11 Нии и Ниди, Нордри и Судри, Аустри и Вестри, Альтиов, Двалин, Бивёр и Бавёр, Бёмбур, Нори, Ан и Анар, Аи, Мьёдвитнир, | 12 Гандальв и Вейг, Виндальв, Траин, Текк и Торин, Трор, Вит и Лит, Нар и Нюрад - вот я карликов - Регин и Радсвинн всех назвала. 13 Фили и Кили, Фундин, Нали, Хефти, Вили, Ханар, Свиор, Фрар и Хорнбори, Фрег и Лони, Аурванг, Яри, Эйкинскьяльди. | 14 Ещё надо карликов Двалина войска роду людскому назвать до Ловара; они появились из камня земли, пришли через топь на поле песчаное. 15 Это был Драупнир и Дольгтрасир с ним, Хар и Хаугспори, Хлеванг и Глои, Дори и Ори, Дув и Андвари, Скирвир, Вирвир, Скафинн и Аи, | 16 Альв и Ингви, Эйкинскьяльди, Фьялар и Фрости, Финн и Гиннар; перечень этот предков Ловара вечно пребудет, пока люди живы. |

### Список двергов в Эдде
- Альвис — мудрый гном, сватавшийся к дочери Тора и хитростью превращённый в камень.
- Андвари — карлик, владеющий сокровищами Нибелунгов.
- Брок — помогал Синдри в работе, не переставая, раздувал огонь кузнечными мехами.
- Даин — создавший для богини Фрейи вепря Хильдисвини.
- Двалин — выковал копьё Гунгнир, ожерелье Брисингамен, корабль Скидбладнир и золотые волосы для Локи, который затем отдал их Сиф.
- Дурин — один из прародителей карликов, создал меч Тюрфинг.
- Лит — карлик, которого бог Тор толкнул в погребальный костёр Бальдра.
- Модсогнир — первый дверг.
- Нордри, Судри, Аустри и Вестри — дверги, поддерживающие небосвод.
- Отр — сын Хрейдмара.
- Регин — сын Хрейдмара.
- Синдри — выковал молот Мьёллнир, вепря Гулинн-бурсти и кольцо Драупнир.
- Фафнир — сын Хрейдмара.
- Фьялар и Галар — упоминаются как изготовители «мёда поэзии».
- Хрейдмар — герой-колдун, которому в качестве выкупа за убийство сына асы передали сокровища Нибелунгов, проклятые Андвари.

## Песнь о Нибелунгах
В древнегерманском эпосе «Песнь о Нибелунгах» подземные хранители сокровищ называются «нибелунгами». Два брата, короли нибелунгов, не могли поделить принадлежащий им клад. Они попросили героя Зигфрида организовать делёж, но остались им недовольны и обвинили витязя в своей сваре. Взбешённый Зигфрид сразил королей и стал владеть их кладом и страной нибелунгов. Карлик Альбрих, хранитель клада при прежних королях, стал служить Зигфриду.
Далее сага переносит имя «нибелунги» на всех владельцев клада, в том числе на бургундов, убивших Зигфрида и завладевших его кладом. Таким образом, это слово в итоге теряет связь с гномами.
В связанном с «Песнью» цикле сказаний «Роговой Зигфрид», взаимоотношения Зигфрида с карликами раскрыты подробнее. Здесь Зигфрид побеждает дракона при помощи короля цвергов Эгвальда: король своими чарами делает героя невидимым, чтобы тот мог поближе подобраться к дракону.

## В оккультизме и алхимии
В алхимии и оккультизме гном — это дух земли как первоэлемента, элементаль земли. Парацельс описывал гномов как существ ростом в две пяди (около 40 см), крайне неохотно вступающих в контакты с людьми и способных двигаться сквозь земную твердь с такой же лёгкостью, как люди перемещаются в пространстве. Схожее описание можно найти в работе Виллара 1670 года, где, однако, гномы представлены как друзья человека, готовые с радостью помочь ему за небольшое вознаграждение.

## Гномы в литературе
В литературных сказках и фэнтези представлен собирательный образ гномов. В эпоху романтизма гномов всё чаще изображают как безобразных и совсем маленьких карликов, но сохраняются и такие их черты, как коварство, богатство, способность к магии. Так же, как тролли в скандинавских сказках, у немцев гномы служат основным источником загадок и чудес, происходящих с героями.
Такими гномы предстают в немецких сказках XVII—XIX вв.: у братьев Гримм, Вильгельма Гауфа, Эрнста Теодора Амадея Гофмана. Их гномы то положительные персонажи («Белоснежка»), то отрицательные («Румпельштильцхен», «Беляночка и Розочка») — иногда это зависит от поведения людей. Гномы могут вознаградить за доброту и жестоко наказать за равнодушие, жестокость или алчность (например, как у Сельмы Лагерлёф в повести «Чудесное путешествие Нильса с дикими гусями»).
Иногда они дарят волшебные подарки, которые, исполняя желания буквально, могут обернуться против владельца (Вильгельм Гауф, «Холодное сердце»). В Скандинавии сказки о гномах, вдобавок, переплетаются со сказками о троллях, иной раз единственное отличие между ними — название и место действия. Немецкие сказочные гномы послужили прототипом для популярных декоративных фигурок, называемых «Садовые гномики».
В Англии отношение к гномам было более легкомысленное, они представлялись очередной разновидностью фей (fairy) и служили, чаще всего, комическими персонажами. В XX веке у таких писателей, как Джон Толкин и Клайв Льюис, гномы лишены той мистики и могущества, которыми их наделяли немцы, они — лишь одни из множества видов жителей волшебных миров (Средиземья и Нарнии, соответственно). Гномы Дж. Толкина были не только богаты и скрытны, но ещё и воинственны, их излюбленное оружие — боевой топор. По сравнению с крошечными гномами братьев Гримм, гномы Толкина довольно рослые: от 1 до 1,5 метра.
Толкин сильно повлиял на архетип гномов в массовом сознании, а ролевая система Dungeons & Dragons закрепила его окончательно. Во второй половине XX века и по сей день, гномы в литературе, кино, играх — молодцеватые, грубые и воинственные бородачи, воплощение архетипа Фальстафа и Портоса.
Также гномы задействованы в «Жёлтом тумане» и «Тайне заброшенного замка» из цикла А. М. Волкова об Изумрудном городе. Они ростом в 45 сантиметров, хорошо умеют шить одежду, мастерить обувь, охотиться, жарить мясо, вести летописи и шпионить. В «Жёлтом тумане» гномы подчиняются злой колдунье Арахне. Несмотря на это, сами они не являются злодеями, а скорее нейтральными персонажами. В «Тайне заброшенного замка» гномы уже подчиняются Страшиле и являются положительными персонажами.

## В кино и компьютерных играх
В кинематографе гномы и карлики часто представлены в экранизациях сказок и фэнтезийных книг. Большую роль они играют в фильмах по мотивам сказки о Белоснежке, в экранизациях книг Джона Толкина, Клайва Льюиса и Фрэнка Баума. В фильме «Уиллоу» заглавный герой — гном, роль которого исполнил знаменитый актёр-карлик Уорвик Дэвис. В кинотрилогии «Хоббит», снятой по мотивам одноимённой повести Толкина, большинство главных героев — гномы.
Гномы (в некоторых переводах — дворфы) нередко представлены как игровая раса в компьютерных играх. Разработчики часто придают гномам черты скандинавов или германцев (оружие и доспехи характерного вида, имена, использование рунических алфавитов или же старогерманской письменности), реже — кельтов (клетчатые ткани, килты, кельтские узоры на оружии и доспехах). Под растущей популярностью стимпанка, позднейшие сеттинги (Warhammer, Warcraft, The Elder Scrolls, Arcanum и Overlord) часто выводят гномов как носителей технического прогресса, отвергающих магию и суеверия. Здесь они — создатели паровых машин, сложных механизмов и огнестрельного оружия, включая огнемёты. Иногда гномы (или некоторые из них) описываются как могущественные волшебники, повелевающие силами земли.
Следует отметить тенденцию в создании игр в жанре симулятор бога, где гномы также могут являться их персонажами. Это объясняется геологической тематикой в игровой механике подобных симуляторов и частично унаследованным от Dungeon Keeper игровым процессом. Один из самых ярких примеров — игра Dwarf Fortress
В жанрах фантастики гномов можно увидеть в таких играх как Deep Rock Galactic, We Are The Dwarves и Age of Wonders: Planetfall

### Dwarf и gnome
Большое влияние на нынешнее представление о гномах оказала ролевая система Dungeons & Dragons. В этой системе, некоторых её сеттингах (Forgotten Realms, Dragonlance) и ряде других фэнтези-вселенных, основанных на архетипах D&D (например, WarCraft), наряду с расой dwarf существует раса gnome. Это создаёт затруднения у переводчиков на русский язык. При отсутствии принципиальных сюжетных препятствий зачастую и тех, и других переводят как «гном». Существуют и такие переводы, где dwarfs переведены как «гномы», в то время как gnomes названы как-то иначе (например, «карлики», «гнумы», «гномики», «лилипуты»), и такие, где dwarfs названы «карликами», а gnomes — «гномами». В тех случаях, когда различие необходимо подчеркнуть переводом (например, в книжном цикле «Шаннара» Терри Брукса, где эти народы враждуют), некоторые[кто?] переводчики прибегают к неологизму «дварф» или «дворф». В произведениях польского фантаста Анджея Сапковского, наряду с «краснолюдами», также встречаются и представители расы «гномов», черты которых весьма сходны с описанием расы gnome из D&D.
Различия между этими двумя типажами невелики и уходят корнями не в мифологию, а главным образом в ролевую систему Dungeons & Dragons, где народы описаны таким образом:
- Dwarfs — коренастые и сильные карлики с густыми бородами. Их обычно изображают как выдающихся кузнецов и лихих воинов, напоминающих низкорослых викингов. Их рекомендованный класс в D&D — боец.
- Gnomes — карлики ещё меньшего роста и не столь могучего телосложения. В D&D их рекомендованный класс — маг-иллюзионист. Во многих фэнтези-мирах с элементами стимпанка gnomes изображаются талантливыми инженерами-техниками, создающими сложные механизмы, порох и огнестрельное оружие, дирижабли или вертолёты. Подобные примеры есть и в мирах D&D — таковы гномы-механики Кринна (Dragonlance) и Лантана (Forgotten Realms).

## Женщины-гномы
Во многих произведениях фэнтези женщины-гномы мало отличаются от мужчин-гномов — эта тема служит источником интереса и шуток. В частности, существует расхожая теория о наличии у женщин-гномов бороды, воплощённая несколькими вселенными и произведениями.
В Dungeons & Dragons наличие бороды зависит от сеттинга: в Greyhawk у женщин растут бороды, но их обычно бреют; в Forgotten Realms у них растут бакенбарды, но не бороды или усы; в мире Eberron у них вообще нет бород. Бакенбарды носят гномы-женщины и в сеттинге Disciples. В серии «Плоский мир» Терри Пратчетта гномы-женщины мало отличаются внешне и по психологии от мужчин, и суть взаимоотношений особей противоположного пола — «тактично определить, кто же скрывается под бородой, мужчина или женщина».[значимость факта?]
Однако, существуют и произведения с прямо противоположной тенденцией, такие как «Хранитель Мечей» Ника Перумова. Также, в корейской MMORPG Lineage II, гномки — хорошенькие девушки, что создает сильный контраст с медведеподобными гномами. В игре Heroes of Might and Magic V: Hammers of Fate женщины гномов имеют выраженные монголоидные черты.[значимость факта?]
Есть мнение, что «мужские гномы обыкновенно безобразны, женские (гномиды) красивы».
В русском языке нет однозначного слова для обозначения женщины-гнома. У разных переводчиков и авторов можно встретить варианты[кто?]: «гнома», «гномиха», «гномка», «гномесса».